# RockZone 105,9
RockZone 105,9 je pražská rozhlasová stanice, která nahradila předcházející Radio Info, zaměřená hudebně na rock a informacemi na pražskou dopravní situaci.

## O rádiu
Provozovatelem RockZone 105,9 je LONDA spol. s r. o., která provozuje též Rádio Impuls a která spadá pod holding Agrofert, a.s. ze svěřenského fondu Andreje Babiše.
Vysílat začalo 7. února 2005. RockZone 105,9 je zaměřen na posluchače mezi 18 a 35 lety. Díky svému rockovému zaměření si získalo nejvyšší relativní délku poslechovosti za den - 5 hodin a 20 minut.

## Moderátoři
- Roman Myška
- Honza Křížek
- Pavel Anděl
- Jirka Weigys
- Martin Zeller
- Lukáš Typlt
- Šimon Kalousek
- Magdaléna Wronková

## Zprávaři
- Tomáš Fröde

## Stálé pořady
Seznam pořadů, které jsou pravidelně vysílány

### Andělská dvacítka
- Moderátor: Pavel Anděl
- Čas: čtvrtek od 17:00, repríza v neděli od 12:00

Dvacet nejhranějších songů RockZone 105,9 a něco navíc. Každý čtvrtek v 17, každou neděli ve 12. Moderuje Pavel Anděl vždy s jedním z vás.

### Česká desítka
- Moderátor: Magdaléna Wronková
- Čas: středa od 21:00, repríza v sobotu od 12:00

Dvanáct českých rockových novinek, které jinde na rádiích nenajdete. Jen deset jich přežije do příště. Každou středu ve 21, každou sobotu ve 12. Moderuje Magdalena Wronková.

### Polední devadesátky
- Moderátor: Honza Křížek
- Čas: každý pracovní den od 12:00 do 14:00

Honza Křížek vybírá to nejlepší z rocku 90. let , každý všední den mezi 12. a 13. hodinou.

### Objednej si svůj song
- Moderátor: Honza Křížek
- Čas: každý pracovní den od 9:00 do 14:00

Objednej si svůj song u Honzy Křížka, každý všední den mezi 9. a 14. hodinou. Volej 255 700 707 anebo mu pošli název songu mailem.

### Hrajeme na přání
- Moderátor: Šimon Kalousek
- Čas: každý pracovní den od 20:00 do 21:00

Každý všední večer mezi 20.a 21. hodinou hrajeme na přání.Volej Šimonu Kalouskovi 255 700 707 anebo mu napiš název songu mailem.

### Nekonečný koncert
- Moderátor: Šimon Kalousek
- Čas: každý pracovní den od 19:00

Šimon Kalousek hraje každý všední večer rockové živáky.

### Album před půlnocí
- Moderátor: Martin Zeller
- Čas: každý den od 23:00